# Da qui all'eternità (romanzo)
Da qui all'eternità è il primo romanzo dell'autore americano James Jones, pubblicato nel 1951.
Il romanzo trae spunto dall'esperienza di guerra dell'autore che fu soldato dal 1939 fino al 1945 e fu presente sia all'Attacco di Pearl Harbor che alla battaglia navale di Guadalcanal, dove fu ferito e decorato al valor militare.
Nel 1953 ne è stato tratto l'omonimo film diretto da Fred Zinnemann che ottenne ben 13 candidature al Premio Oscar aggiudicandosi 8 statuette.

## Trama
La storia si svolge fra l'Estate e l'Autunno del 1941 nella Caserma Schofield dell'esercito USA sull'isola di Oahu, nelle Hawaii. I due protagonisti sono due soldati dalla testa dura: Robert "Prew" Prewitt, trombettiere ed ex pugile deciso a non salire più sul ring in seguito alla morte di un suo avversario, e il serg.Milton Warden, cinico e beffardo ma dotato di un suo personale senso della giustizia. Il sergente inizia una relazione con Karen, la moglie di un suo superiore, il capitano Holmes, a sua volta tradita dal marito; benché i due si innamorino, il rapporto però finirà. Il nucleo portante del racconto è la storia dell'amicizia fra Prew e il soldato Angelo Maggio, un italoamericano di Brooklyn. Accanto compaiono le vite di altri comprimari: la prostituta Lorene (Alma Burke) determinata a diventare un giorno una moglie rispettabile; il caporale Bloom e il suo dramma di essere ebreo; infine Hal e Tommy, due gay malinconici ma vitali. Uomini decaduti sullo sfondo del paradiso hawaiano: bordelli strapieni nel giorno di paga, gioco d'azzardo, razzismo, violenze verbali e fisiche, fino alle torture del carcere militare.
L'epilogo del romanzo si ha con il bombardamento aereo giapponese su Pearl Harbor.

## Storia editoriale
Nel 2009, la figlia dell'autore, Kaylie Jones, ha rivelato l'esistenza del manoscritto originale del padre, soggetto a tagli imposti dall'editore Scribner, ritenuto troppo "scandaloso" per l'America maccartista di quel tempo, in cui erano presenti scene di sesso omosessuale e numerose parolacce.. Il romanzo è stato pubblicato in formato e-book dalla Open Road Integrated Media nel maggio 2011.
I due gay nel film omonimo non appaiono a causa della censura dell'epoca (1953).

## Accoglienza
Il romanzo è stato classificato da Modern Library al 62esimo posto tra i 100 migliori romanzi del XX secolo.

## Edizioni
- Da qui all'eternità (2 voll.), traduzione di Glauco Cambon, Collezione Medusa n.326, Milano, Mondadori, 1954,  p. 1096. - Collana Oscar Mondadori, 1980.
- Da qui all'eternità, traduzione di C. Uika, Collana Superbeat, BEAT, 2012,  p. 1038, ISBN 978-88-6559-125-3. [versione integrale non censurata]

## Riconoscimenti
- 1952 - National Book Award[3]

## Opere derivate
Dal romanzo è stato tratto il celebre film Da qui all'eternità del 1953 diretto da Fred Zinnemann e interpretato da Burt Lancaster, Montgomery Clift, Deborah Kerr e Frank Sinatra. Grande successo cinematografico, il film si è aggiudicato ben otto premi Oscar, tra cui quello per il miglior film e per il miglior regista.
Nel 1979 ne è stata realizzata una trasposizione televisiva in una miniserie in tre puntate, Da qui all'eternità diretta da Buzz Kulik, prodotta da Harve Bennett e interpretata da Natalie Wood, William Devane, Steve Railsback e Kim Basinger. Un anno dopo, nel 1980, dalla miniserie è stata tratta una serie televisiva con lo stesso titolo, Da qui all'eternità, interpretata dallo stesso cast della miniserie, con la sola eccezione di Natalie Wood, che è stata sostituita da Barbara Hershey. Della serie ne è stata trasmessa una sola stagione composta da 12 episodi.
Nel 1997 ne è stata realizzata una parodia animata, in formato cortometraggio distribuito direct-to-video, diretto e prodotto da Chuck Jones, con protagonisti i personaggi dei Looney Tunes Bugs Bunny e Yosemite Sam. Il titolo originale, From Hare to Eternity, contiene un gioco di parole tra here (lett. "qui") e hare (lett. "lepre"), così da significare Dalla lepre all'eternità.